# Бердыева, Огулдурды
Огулдурды Бердыева (1926—2020) — председатель колхоза имени Чапаева Сакарского (Чарджоуского) района Чарджоуской области, Герой Социалистического Труда (20.02.1978). Член КПСС с 1952 года.

## Биография
Родилась 13 марта 1926 года в селе Коларык Саятского района Чарджуйского округа Туркменской ССР (ныне — Саятского этрапа Лепабского велаята Туркмении) в семье бедного крестьянина. Туркменка.
После окончания школы работала в колхозе Чапаева Сакарского (Чарджоуского) района Чарджоуской области, который был создан в её родном кишлаке. В 1946 году в 20-летнем возрасте избрана его председателем. По её собственным воспоминаниям, в то время в колхозе было две коровы и три верблюда.
Благодаря организаторским способностям сумела наладить работу хозяйства, а со временем — вывести его в передовые.
Урожайность хлопчатника — главной сельскохозяйственной культуры — постоянно повышалась, и начиная с середины 1960-х годов стала превышать 30 ц/га (1966 — 30,6, 1970 — 38,6). А в 1970-е годы колхоз стал миллионером (то есть его чистый доход составлял не менее миллиона рублей). Эти результаты были достигнуты благодаря применению новых технологий и рациональному использованию техники.
За успехи в работе награждена сначала орденом «Знак Почёта», затем — двумя орденами Ленина, а Указом от 20 февраля 1978 года присвоено звание Героя Социалистического Труда с вручением медали «Золотая Звезда» и третьего ордена Ленина.
С 1981 года — на пенсии, персональный пенсионер союзного значения.